# Синхронное фигурное катание

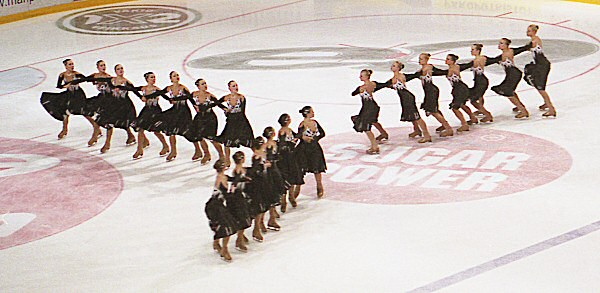
Команда из Финляндии «Marigold IceUnity». Элемент «Колесо».

Синхронное фигурное катание — дисциплина фигурного катания. Не является олимпийским видом спорта, хотя идут постоянные попытки внести его в олимпийскую программу, наряду с ледолазанием и хоккеем с мячом (последняя — июль 2018).
Групповое катание появилось в первые же годы фигурного катания, но было менее известно. В Советском Союзе, например, тренер Станислав Жук в 1980-х годах выпускал по две, по три пары на площадку, и они выполняли парные элементы синхронно и на высокой скорости в качестве показательных выступлений.
В 1956 году первая команда по синхронному катанию была создана в Мичиганском университете доктором Ричардом Портером (Richard Porter), который стал известен как «отец синхронного катания». Команда выступала в перерывах хоккейных матчей местной команды и называлась Hockettes, «хоккей + The Rockettes» — их выступления напоминали нечто среднее между групповым танцем и строевой подготовкой.
С 1983 года разыгрывается Кубок мира по синхронному катанию, а с 2000 года — чемпионат мира. Широкое распространение этот вид спорта получил в Канаде, США, Швеции, Финляндии, Англии, Франции.
Начиная с 1983 года, в Канаде начали проводиться ежегодные чемпионаты по синхронному катанию. А в 1988 году эти соревнования были проведены совместно с соревнованиями по основным видам фигурного катания.
Популярность спорта стала расти в конце 1980-х годов.
Система оценок аналогична с фигурным катанием. Площадка — стандартный хоккейный каток.
Состав включает в себя 16 человек (официально — не более 6 мужчин, но некоторые турниры устанавливают иные правила, в том числе и по общему количеству). В синхронном катании есть четыре возрастные категории. Самая младшая категория «Преновисы» — до 10 лет (2 разряд). Далее идёт категория «Новисы» — до 15 лет (1 взрослый разряд). Средняя категория «Юниоры» — до 19 лет (КМС) и с 18 лет и старше — категория «Сениоры» (МС).
Наиболее популярен как вид спорта в Германии, Швеции и Финляндии.

## Элементы
- Блок: фигуристы выстраиваются в каре или рамку и в таком виде движутся по льду. Бывает «взявшись за руки» и «поодиночке».
- Линия: шеренга или колонна.
- Прочёс : одна группа проезжает сквозь другую.
- Синхронное вращение: ничем не отличается от парного.
- Вертушка (колесо): шеренги фигуристов («спицы») вращаются вокруг общего центра. Есть много видов «колеса»: «крест» (4 «спицы»), «мерседес» (3 «спицы») и многие другие.
- Круг (хоровод), пересекающиеся круги, круг в круге. Также бывает взявшись за руки и поодиночке.
- Попарные элементы: фигуристы разбиваются на пары, выполняя поддержки, тодесы или совместные вращения.
- Сольные элементы: некоторая часть фигуристов (минимум трое, максимум половина команды) выполняет сложные элементы наподобие прыжков и поддержек.
- Пивотинг (пивот): блок или линия делает оборот на 180 градусов вокруг центра, которым является один из краев блока или линии.

## Соревнования

#### Чемпионаты мира по синхронному фигурному катанию
C 2000 года под эгидой ИСУ проводятся ежегодные чемпионаты мира по синхронному фигурному катанию между лучшими командами мира. В категории «Сениоры» самой титулованной командой является Team Surprise (Швеция), выигравшая медали десяти чемпионатов (5 золотых, 4 серебряных, 1 бронзовая). Команды Финляндии также первенствовали пять раз (Marigold IceUnity — три, Rockettes — два). В 2009 году выиграла канадская команда NEXXICE.
| Медалисты | Медалисты        | Медалисты                   | Медалисты         | Медалисты                   | Медалисты   |
| --------- | ---------------- | --------------------------- | ----------------- | --------------------------- | ----------- |
| Год       | Место проведения | Золото                      | Серебро           | Бронза                      |             |
| 2018      | Стокгольм        | Marygold IceUnity           | Team Surprise     | «Парадиз» (Санкт-Петербург) | [ 1 ]       |
| 2017      | Колорадо-Спрингс | «Парадиз» (Санкт-Петербург) | Marygold IceUnity | NEXXICE                     | [ 2 ]       |
| 2016      | Будапешт         | «Парадиз» (Санкт-Петербург) | Rockettes         | Haydenettes                 | [ 3 ] [ 4 ] |
| 2015      | Гамильтон        | NEXXICE                     | Marygold IceUnity | «Парадиз» (Санкт-Петербург) | [ 5 ]       |
| 2014      | Курмайор         | Marigold IceUnity           | NEXXICE           | Rockettes                   | [ 6 ]       |
| 2013      | Бостон           | Team Unique                 | NEXXICE           | Haydenettes                 | [ 7 ]       |
| 2012      | Гётеборг         | Team Surprise               | NEXXICE           | Haydenettes                 | [ 8 ]       |
| 2011      | Хельсинки        | Rockettes                   | Marigold IceUnity | Haydenettes                 | [ 9 ]       |
| 2010      | Колорадо-Спрингс | Rockettes                   | Marigold IceUnity | Haydenettes                 | [ 10 ]      |
| 2009      | Загреб           | NEXXICE                     | Team Unique       | Team Surprise               | [ 11 ]      |
| 2008      | Будапешт         | Rockettes                   | Team Surprise     | NEXXICE                     | [ 12 ]      |
| 2007      | Лондон           | Team Surprise               | Miami University  | NEXXICE                     | [ 13 ]      |
| 2006      | Прага            | Marigold IceUnity           | Team Surprise     | Rockettes                   | [ 14 ]      |
| 2005      | Гётеборг         | Team Surprise               | Rockettes         | Marigold IceUnity           | [ 15 ]      |
| 2004      | Загреб           | Marigold IceUnity           | Team Surprise     | Rockettes                   | [ 16 ]      |
| 2003      | Оттава           | Team Surprise               | Marigold IceUnity | Les Suprêmes                |             |
| 2002      | Руан             | Marigold IceUnity           | Team Surprise     | Black Ice                   |             |
| 2001      | Хельсинки        | Team Surprise               | Rockettes         | Black Ice                   | [ 17 ]      |
| 2000      | Миннеаполис      | Team Surprise               | Black Ice         | Marigold IceUnity           | [ 18 ]      |

#### Чемпионаты мира по синхронному катанию среди юниоров
| Медалисты | Медалисты        | Медалисты               | Медалисты                       | Медалисты               | Медалисты |
| --------- | ---------------- | ----------------------- | ------------------------------- | ----------------------- | --------- |
| Год       | Место проведения | Золото                  | Серебро                         | Бронза                  |           |
| 2019      | Невшатель        | «Юность» (Екатеринбург) | «Кристалл Айс Джуниор» (Москва) | Team Skyliners Junior   | [ 19 ]    |
| 2018      | Загреб           | «Юность» (Екатеринбург) | Team Skyliners                  | «Кристалл Айс» (Москва) | [ 20 ]    |
| 2017      | Миссиссога       | «Юность» (Екатеринбург) | Team Fintastic                  | Musketeers              | [ 21 ]    |
| 2015      | Загреб           | Musketeers              | Team Fintastic                  | Les Suprêmes            | [ 22 ]    |
| 2013      | Хельсинки        | Musketeers              | Team Fintastic                  | «Юность» (Екатеринбург) | [ 23 ]    |

### Синхронное фигурное катание на зимних Универсиадах
В январе 2007 на зимней Универсиаде в Турине синхронное фигурное катание было включено в состав соревнований как демонстрационный вид. Участвовали команды из 8 стран. На первом месте была команда Швеции, на втором — Финляндии, третье место заняла Россия.
В дальнейшем, на Универсиадах 2009 года в Харбине и 2011 года в Эрзуруме, синхронное фигурное катание также входило в программу соревнований.

### Синхронное катание на финалах Гран-при по фигурному катанию

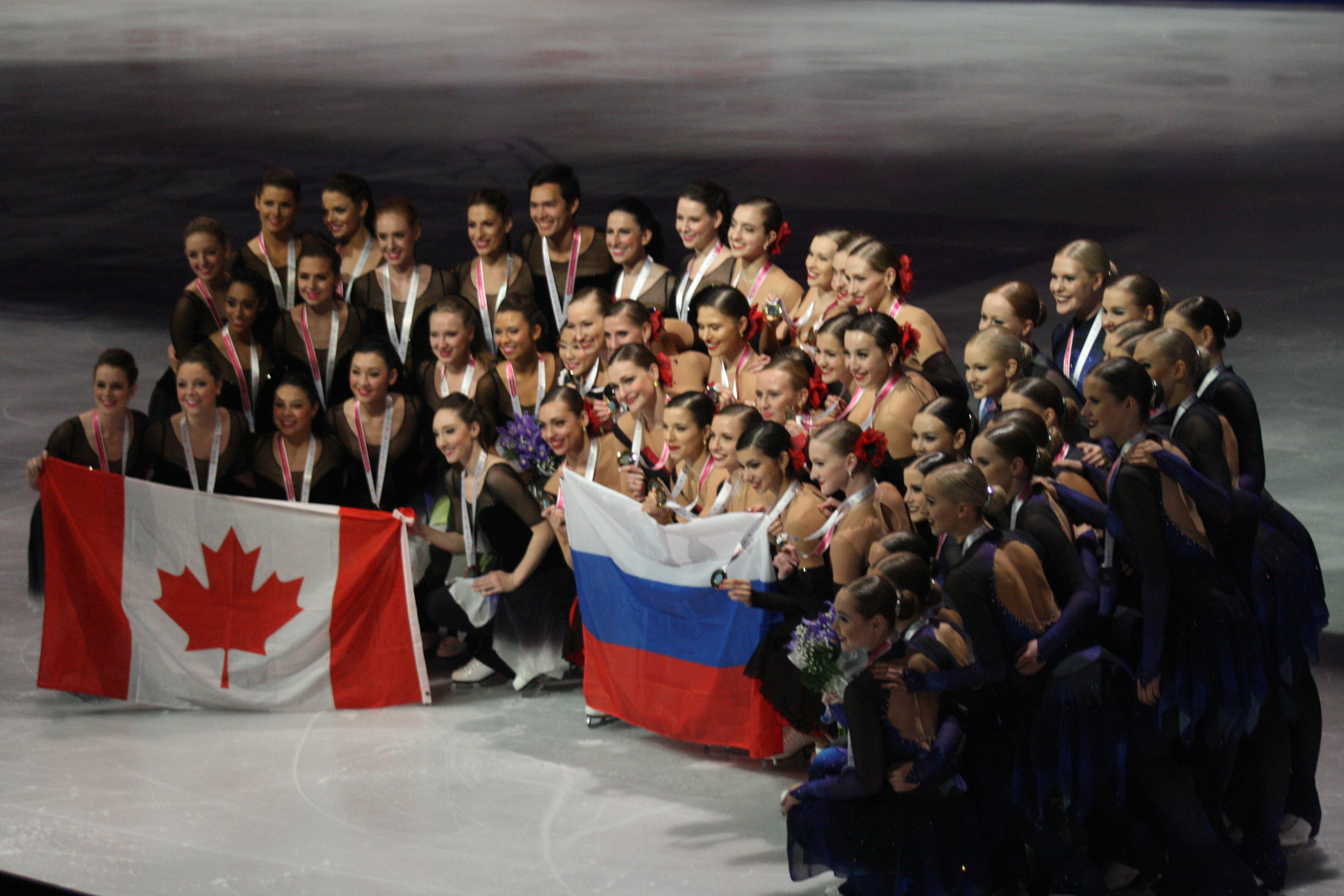
Команда-победительница и призёры на финале Гран-при по фигурному катанию 2015—2016

В 2015 году синхронное катание, в качестве «гостевого» вида, было включено в программу финала Гран-при по фигурному катанию в Барселоне. Всего участвовало 5 команд из пяти стран по текущему рейтингу ИСУ. Участвовали: Команда Haydenettes США — 7 (1501 очко), команда Surprise Швеция — 5 (1829 очков), команда Paradise Россия — 4 (1884 очка), команда Rockettes Финляндия — 3 (2312 очков), команда Nexxise Канада — 2 (2396 очка). Команды исполняли только произвольные программы. Выиграла соревнования команда из России - Paradise, набрав 131.09 балл, второе место заняла финская команда Rockettes - 127,66, а третьими стала канадская команда Nexxice- 120,34.